# Шарбаш (деревня)
Шарбаш (баш. Шарбаш) — деревня в Буздякском районе Республики Башкортостан Российской Федерации. Входит в состав Килимовского сельсовета. 

## География

### Географическое положение
Расстояние до:
- районного центра (Буздяк): 26 км,
- центра сельсовета (Килимово): 5 км,
- ближайшей ж/д станции (Буздяк): 21 км.

## Население
| 2002 | 2009 | 2010 |
| ---- | ---- | ---- |
| 124  | ↘122 | ↘120 |

Согласно переписи 2002 года, преобладающие национальности — татары (70 %), башкиры (29 %).